# Piero Esteriore
Piero Esteriore (ur. 23 września 1977 w Laufen) – szwajcarski piosenkarz i muzyk.  Reprezentant kraju w 49. Konkursie Piosenki Eurowizji (2004).

## Życiorys
Urodził się w Laufen, a wychował w Aesch. Kiedy miał sześć lat, rozpoczął naukę gry na perkusji. Podczas nauki w szkole fryzjerskiej zaczął tworzyć swoje pierwsze utwory. Studiował na uniwersytecie w Bazylei. Występował w koncertach dla piosenkarzy i autorów piosenek we Włoszech, wkrótce później przeprowadził się na Sycylię.
W 1995 wydał debiutancki album studyjny pt. Passa Il Tempo. W 2004 zajął trzecie miejsce w finale programu Music Show, który stanowił preselekcje telewizji DRS SF do krajowych eliminacji do 49. Konkursu Piosenki Eurowizji. 6 marca 2004 z utworem „Celebrate!” zwyciężył w finale programu, dzięki czemu został reprezentantem Szwajcarii w finale Eurowizji 2004 w Stambule; w finale konkursu zajął ostatnie, 22. miejsce z zerowym dorobkiem punktowym. Po konkursie wytwórnia płytowa Universal zerwała umowę z Esteriore, a niedługo później zmarł dziadek wokalisty.
W 2005 wydał album pt. 1 Secundo, a z promującym go singlem „Mammamia” dotarł do 10. miejsca na lokalnej liście przebojów. W 2009 uczestniczył w programie Big Brother, z którego wycofał się zaledwie tydzień po rozpoczęciu udziału, tłumacząc swoją decyzję tęsknotą za rodziną i muzyką. Kilka miesięcy później nawiązał współpracę z Robertem Blankiem, z którym nagrał cover przeboju „Quando quando quando”. W 2011 został półfinalistą programu Das Supertalent. Jak przyznał w jednym z wywiadów z tamtego czasu, miał na koncie ponad milion franków szwajcarskich długu (ok. 810 tys. euro).
W lipcu 2014 wydał album pt. Mondo.

## Dyskografia
Albumy studyjne
- Passa Il Tempo (1995)
- 1 Secundo (2005)
- Io vivo (2007)
- Mondo (2014)